# Artemisa vulgar
L'artemisa vulgar o altimira (Artemisia vulgaris) és una espècie de planta amb flors del gènere Artemisia dins la família de les asteràcies nativa d'Europa, la major part d'Àsia i una part de Magrib. També rep els noms d'altamira, altamira vera, altimires, artemisa, artemísia, botja, cintes de Sant Joan, donzell, donzell blanc, donzell bord, donzell fals, donzell mascle, donzell salvatge, donzell vulgar, herba de fer venir les regles, herba de la bonadona, herba de la Mare de Déu, herba de les regles, herba de Sant Joan, herba menuda, herba pansera, herba pulmonera, pulmonera i rivet de Sant Joan. També s'han recollit les variants lingüístiques altamisa, altimera, altimiri, altimiris, altimisa, alzamires, artemega, artemeia, artemenya, artemèsia, artemexa i artemia.

## Morfologia

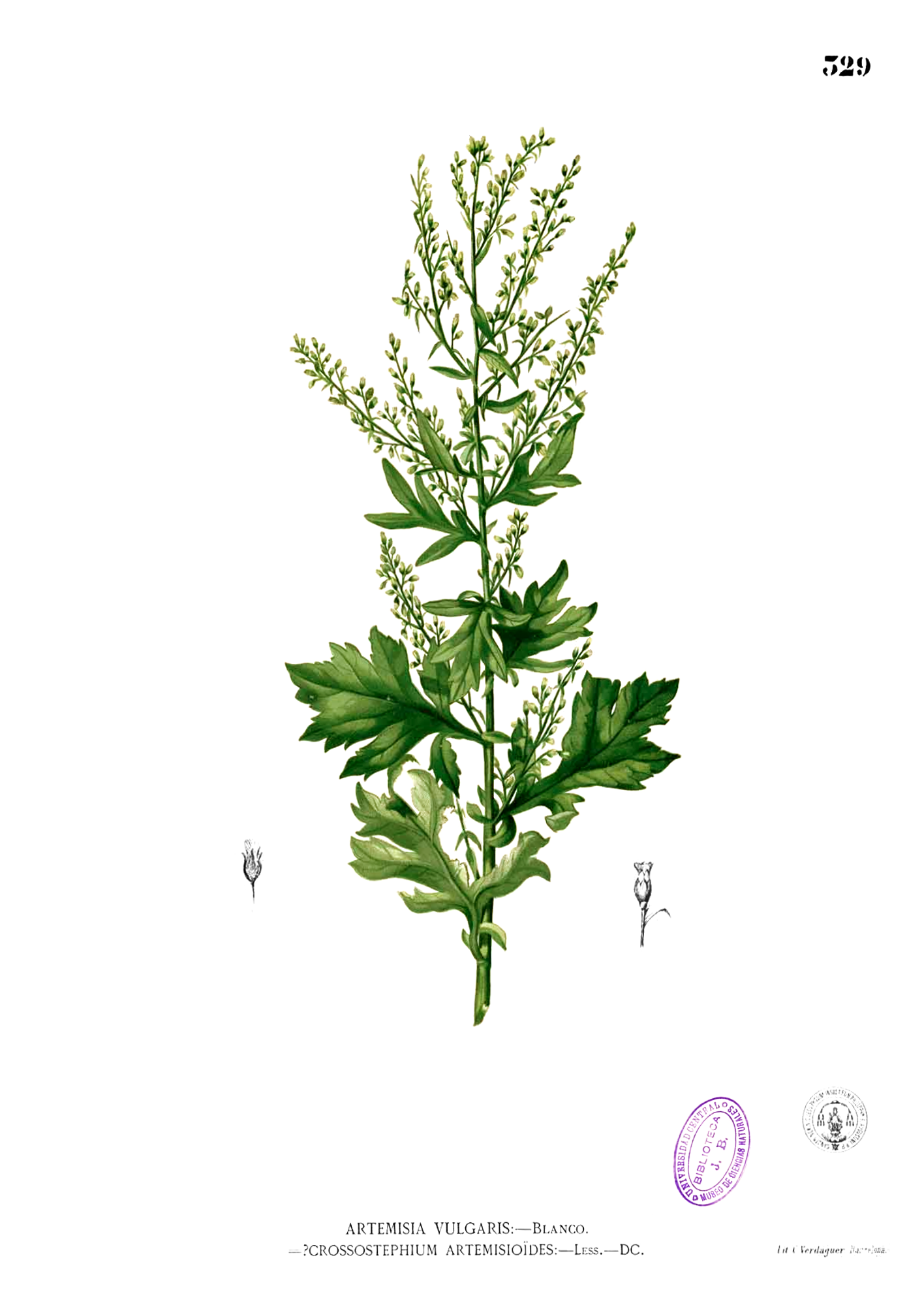
Il·lustració de l'altimira (Francisco Manuel Blanco, Flora de les Filipines)

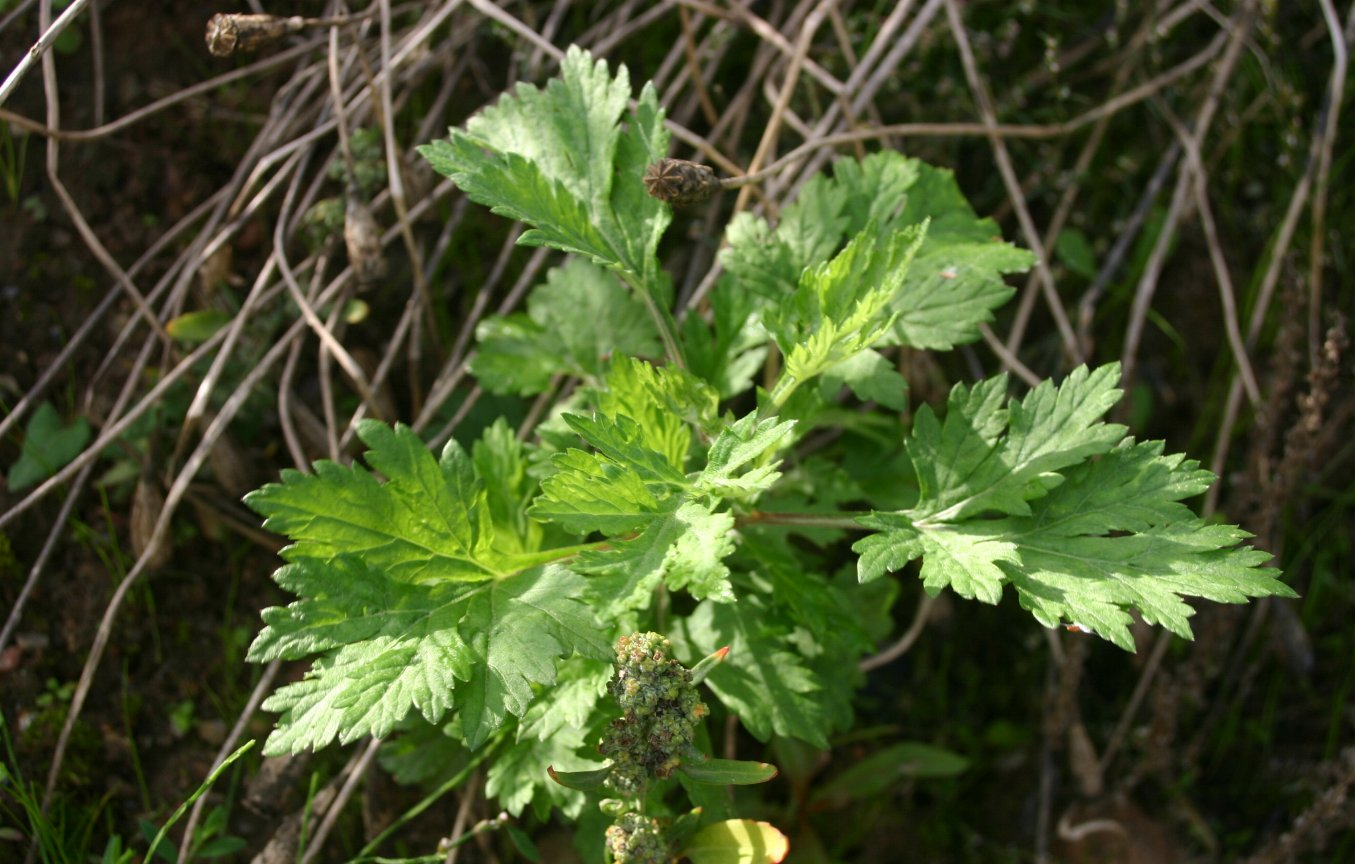
Exemplar jove d'altimira

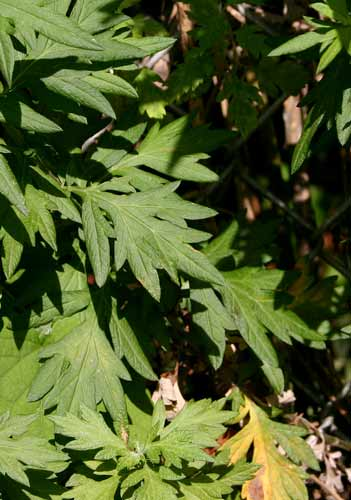
Fulles d'exemplars d'altimira adulta

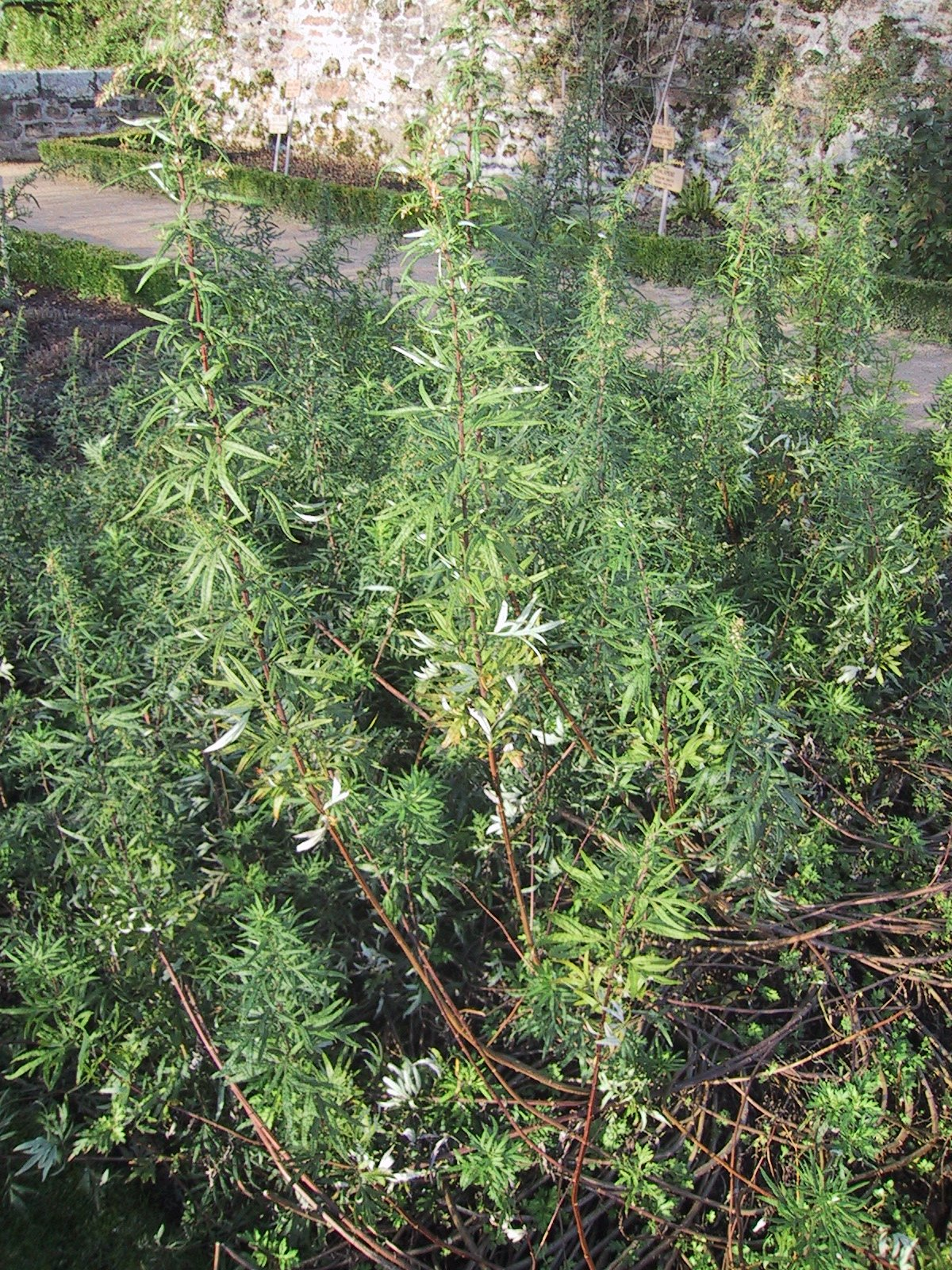
L'anvers de les fulles és verd fosc i el revers, blanquinós

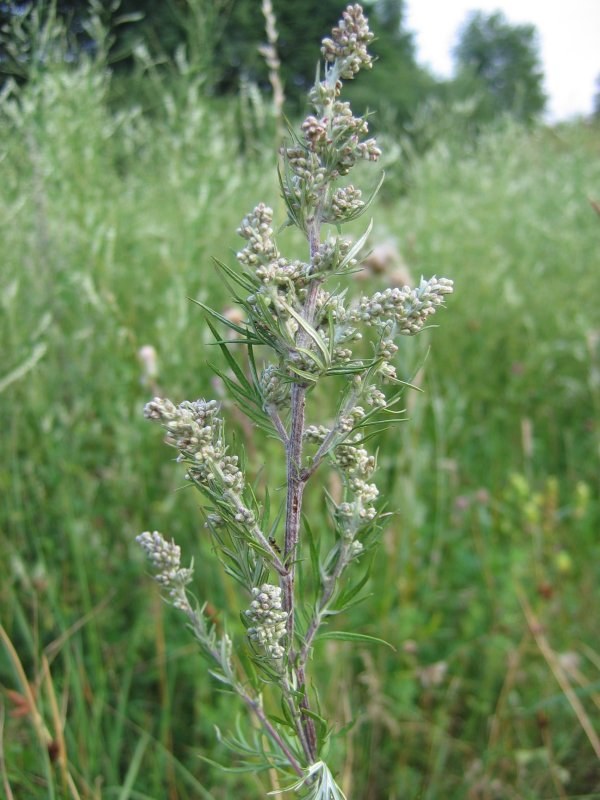
L'altimira amb fruits

L'altimira és un hemicriptòfit, és a dir, una planta amb les gemmes persistents situades arran de terra. És una planta herbàcia erecta, perenne i vivaç, pluricaule i cespitosa. Presenta un rizoma i una tija més o menys vermellosa. Desprèn una olor desagradable. Pot fer de 60 a 120 cm d'altura.
Pel que fa als òrgans vegetatius, presenta arrels llenyoses i una tija llenyosa, erecta, estriada, esparsament pubescent, ramificada a la part superior i més o menys vermellosa. La tija presenta a l'interior una medul·la blanca. A. vulgaris presenta també una tija hipogea: té un rizoma gruixut i llenyós amb múltiples caps. Donat que les parts epigees de l'altimira són anuals, el rizoma permet que la planta rebroti cada any.
Les fulles d'A. vulgaris són pinnatipartides (una o dues vegades), coriàcies, no verticil·lades i auriculades a la base. Fan de 5 a 10 cm de longitud i de 3 a 7 cm d'amplada. L'anvers de les fulles és glabre i de color verd fosc, mentre que el revers n'és albotomentós. Les fulles inferiors presenten un pecíol curt i són bipinnades. Les fulles superiors, en canvi, són sèssils, pinnatífides i lanceolades, amb el marge enter o lleugerament dentat. En tots els casos, però, només en són visibles els nervis principals.
Pel que fa a la pilositat de la planta, l'altimira pot presentar o no pilositat a la tija. La pilositat del revers de les fulles, sempre present, és cotonosa.
Respecte als òrgans reproductors, l'altimira presenta els capítols florals agrupats en una inflorescència en forma d'ampla panícula i recoberts d'un involucre format per nombroses bràctees. Els capítols es troben en gran nombre; són ovoides, subsèssils i erectes. Les bràctees de la panícula són similars a les fulles; les externes són lanceolades, agudes, piloses i escarioses, mentre que les internes són oblongues i obtuses.
Les flors situades al centre del capítol són hermafrodites, mentre que les de la perifèria són femenines. En qualsevol cas, les flors són petites (3-4 x 2-3 mm), tubuloses, pentàmeres i actinomorfes. Es disposen en un receptacle pla i glabre sense esquames. No tenen calze. La corol·la sol ser rogenca o groguenca. L'androceu és format per 5 estams amb les anteres introrses soldades en forma de tub. El gineceu és ínfer i bicarpel·lar, amb els dos carpels soldats en un ovari unilocular. A l'interior de l'ovari es forma un primordi seminal anàtrop de placentació basal.
Els fruit són aquenis ovoides, comprimits i sense papus.

## Ecologia

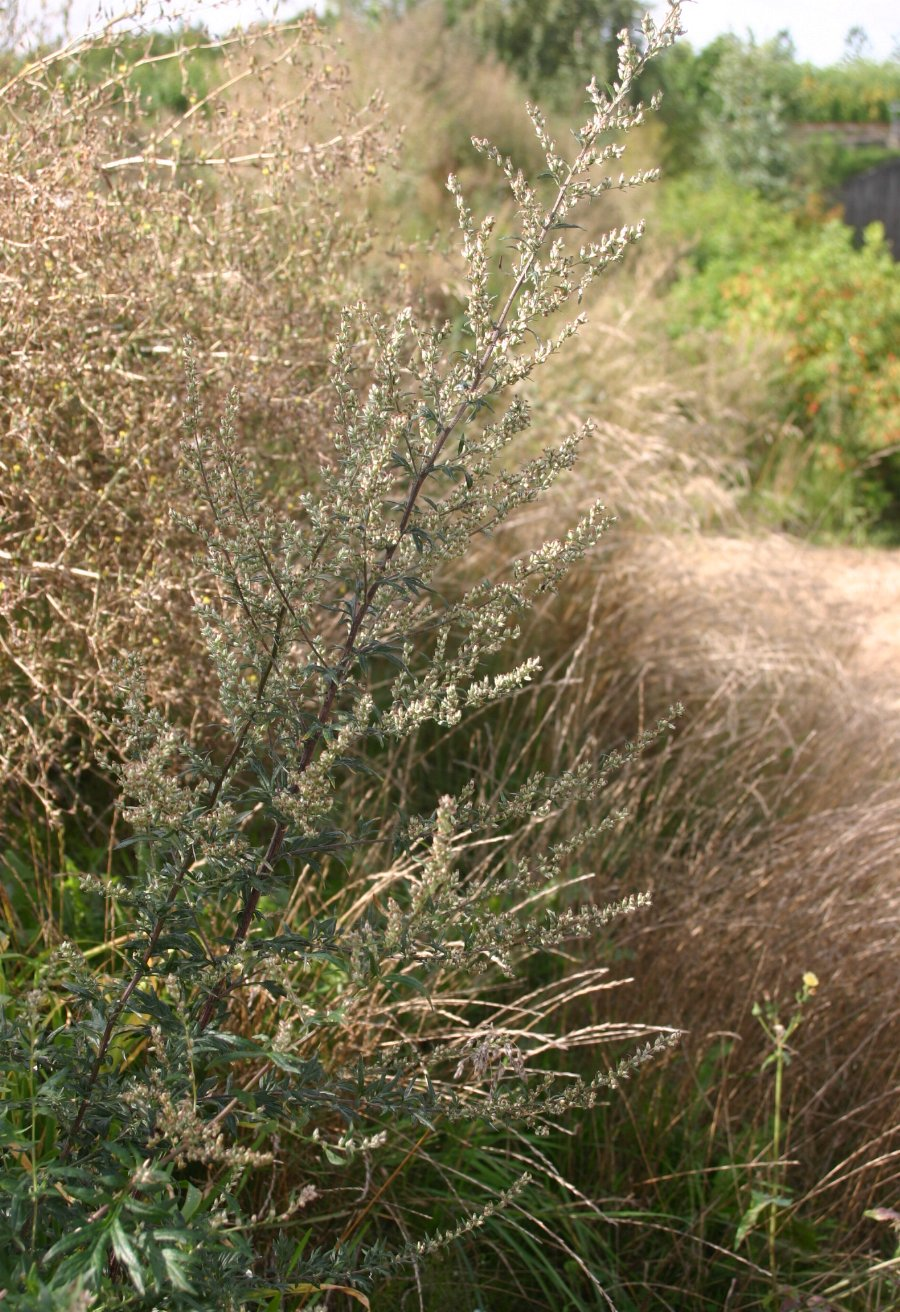
A. vulgaris viu en marges i vorals

L'altimira és una planta herbàcia pròpia de les terres baixes que viu en terrenys més o menys humits, en climes temperats, amb hiverns relativament freds. És un herbassar nitròfil. Majoritàriament es troba en erms, vorals, bogues i marges de boscos.
És una planta originària de zones de clima temperat: regió medioeuropea (també anomenada eurosiberiana), nord d'Àfrica (Algèria i Tunísia) i Àsia temperada (Afganistan, Iran, Turquia, Mongòlia, Xina…). Actualment, s'estén per aquests territoris així com per Amèrica del Nord, on es considera una mala herba invasiva.
A Catalunya, es troba als Pirineus i al territori olositànic (sistema Transversal català), catalanídic (muntanyes Catalanídiques) i ausosegàrric (altiplans i conques del centre del Principat).

## Taxonomia
Aquest tàxon va ser publicat per primer cop l'any 1753 a l'obra Species Plantarum de Carl von Linné.

### Etimologia
- Artemísia: el nom del gènere, deriva d'Artemísia II de Cària, reconeguda com a botànica.[3]

### Subespècies
Dins d'aquesta espècie es reconeixen les següents subespècies:
- Artemisia vulgaris subsp. inundata Darijma
- Artemisia vulgaris subsp. vulgaris
- Artemisia vulgaris var. xizanensis Ling & Y.R.Ling

### Sinònims
Els següents noms científics són sinònims d'Artemisia vulgaris:
- Absinthium vulgare (L.) Dulac
- Artemisia vulgaris var. typica H.St.John
- Artemisia vulgaris subsp. typica H.M.Hall & Clem.

## Farmacologia

### Composició química
La part que s'utilitza de l'altimira són les summitats floríferes. La substància més important de la droga vegetal és un oli essencial (0.02-0,3%) que conté tuiona, càmfora, cineol, linalol i eucaliptol. Altres substàncies que formen part de la composició química de la droga són principis amargs (que li aporten una acció aperitiva), inulina, flavonoides (rutòsid, isorramnetòsid, quercetòsid), cumarines (esculetina, esculina, escopoletina, umbeliferona), lactones i alcohols sesquiterpènics, poliacetilens, fitosterols (sitosterol, estigmasterol), triterpens pentacíclics i carotenoides.

### Usos medicinals i accions farmacològiques
A. vulgaris serveix com a tònic digestiu suau però eficaç, ja que ajuda a absorbir els nutrients, evita les flatulències i ajuda en les digestions difícils. Per aquest motiu, està indicada en cas d'inapetència, dispèsies hiposecretores i flatulència. A. vulgaris també té un efecte protector sobre les funcions hepàtiques, ja que afavoreix la secreció de bilis i l'eliminació de residus tòxics. Per aquest motiu està indicada en cas de discinèsies hepatobiliars. D'altra banda, les propietats vermífugues d'A. vulgaris es concreten en l'expulsió dels cucs intestinals, especialment els oxiürs. Per això està indicada en cas d'oxiürosi i altres parasitacions intestinals (ascariosi, teniosi, enterobiosi…). També està indicada en el cas dels dolors postpart, en cas de dismenorrea, d'oligomenorrea, d'amenorrea i per regular el cicle menstrual. Finalment, també s'utilitza contra trastorns nerviosos tals com astènia, irritabilitat, nerviosisme i ansietat.
L'altimira, doncs, es caracteritza per presenta una acció aperitiva, eupèptica, colerètica, antimicrobiana, antihelmíntica, antifúngica, estrogènica i astringent.

### Toxicitat
A. vulgaris no es pot consumir amb freqüència, ja que la tuiona és lleugerament tòxica. Les dones embarassades no han de prendre altimira durant l'embaràs ni la lactància, per l'efecte estrogènic de la planta. Tampoc és recomanable que preguin A. vulgaris els nens menors de 3 anys. En el cas de persones epilèptiques, s'ha de prendre amb precaució, ja que la tuiona podria disminuir el llindar d'aparició de convulsions, per ser neurotòxica. També cal tenir en compte que el contacte amb l'herba pot provocar irritacions en persones al·lèrgiques; de fet, l'altimira és una de les plantes que provoca més al·lèrgies durant la tardor.

## Observacions
L'altimira es feia servir fa mil·lennis en lloc del llúpol per a elaborar la cervesa: s'utilitzava com a fermentador, però a més funcionava com a conservant.
A. vulgaris té molta tradició curativa, com ho reflecteix el refrany popular: "Si la gent sabés com és de bona l'artemisa, en guardaria a la vora de [a] la camisa".
Mattioli (s. XVI) assegurava que "les persones supersticioses se cenyeixen al cos aquesta herba la vigília de Sant Joan, i duen garlandes al cap per protegir-se dels monstres, embruixaments, les desgràcies i les malalties que els esperen durant l'any...". És per això que aquesta herba també es coneix en altres llocs amb el nom d'herba de Sant Joan.
L'altimira es pot prendre en forma d'infusions, tintures, pols, oli essencial i xarop. A més, aquesta herba es fa servir en acupuntura (xinesa i tibetana) per a cremar a l'extrem de les agulles per estimular els punts mitjançant l'escalfor (moxibustió).
D'aquesta herba s'extreuen tints de diversos colors (groc, bru, verdós...), i la infusió es fa servir contra els paràsits que ataquen les plantes, polvoritzant-ne les fulles o, com encara fan en alguns indrets de França, penjant-ne ramells dins dels armaris per foragitar les arnes i altres insectes.
Des del punt de vista de l'aromateràpia, són famoses les propietats somníferes de coixins farcits de fulles fresques d'A. vulgaris.